# Christian Ludwig Stieglitz (Jurist, 1803)
Christian Ludwig Stieglitz, ab 1846 auch von Stieglitz (* 11. September 1803 in Leipzig; † 31. Oktober 1854 in Dresden) war ein deutscher Jurist und Historiker.

## Leben und Wirken

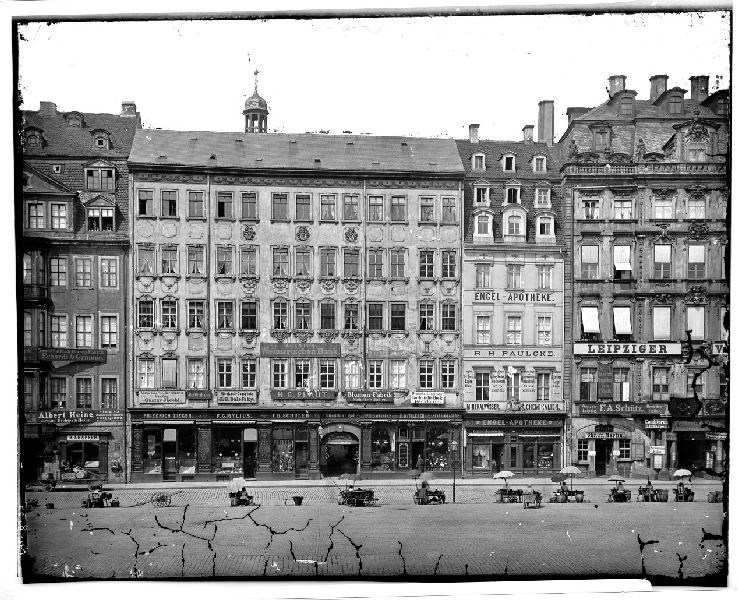
Stieglitzens Hof (vor 1891)

Stieglitz stammte aus einer angesehenen Leipziger Familie, die ein großes Haus (Stieglitzens Hof) am Leipziger Markt besaß, und war Sohn, Enkel und Urenkel gleichnamiger Rechtsgelehrter: Christian Ludwig Stieglitz (1677–1758) war sein Urgroßvater, Christian Ludwig Stieglitz (1724–1772) sein Großvater und Christian Ludwig Stieglitz (1756–1836) sein Vater.
Er studierte zunächst Forst-, dann Rechtswissenschaften an der Universität Leipzig und wurde hier 1828 zum Dr. phil. und 1830 zum Dr. jur. promoviert. Seine ursprünglich in lateinischer Sprache verfasste Dissertation zum deutschen Jagdrecht ließ er zwei Jahre später in erweiterter Fassung auf Deutsch erscheinen. Die Geschichtliche Darstellung der Eigentumsverhältnisse an Wald und Jagd in Deutschland von den ältesten Zeiten bis zur Ausbildung der Landeshoheit wurde zum vielzitierten Standardwerk, das noch 1974 einen Nachdruck erhielt.
Stieglitz wurde zunächst Privatdozent und Advokat in Leipzig, schlug dann aber 1835 die Richterlaufbahn ein und wurde Appellationsgerichtsrat in Dresden. Er wurde vor allem als Autor einer Reihe von historischen und juristischen Abhandlungen bekannt. Von 1845 bis zu seinem Tod war er Direktor des Königlich Sächsischen Altertumsvereins. Zudem war er Mitglied in der Dresdner Freimaurerloge Zum goldenen Apfel.
1846 gestattete ihm der König von Sachsen, von dem ihm zustehenden, aber nicht geführten Adel Gebrauch zu machen.

## Schriften
- De iure venationem exercendi in Germania usque ad seculum XVI. obtinente. Lipsiae: Hirschfeld 1828
- Geschichtliche Darstellung der Eigenthumsverhältnisse an Wald und Jagd in Deutschland von den ältesten Zeiten bis zur Ausbildung der Landeshoheit. Leipzig: Brockhaus 1832

Digitalisat des Exemplars der New York Public Library
Nachdruck Leipzig: Zentralantiquariat der Deutschen Demokratischen Republik 1974
- Das Recht des Hochstifts Meißen und des Collegiatstifts Wurzen auf ungehindertes Fortbestehen in ihrer gegenwärtigen Verfassung. Eine staatsrechtliche Erörterung. Leipzig 1834
- Geschichte der Loge Minerva zu den drei Palmen im Orient Leipzig und Beschreibung ihrer Secularfeier am 20. März 5841[3]. Leipzig: Peters 1841
- Ueber den ältesten Ursprung des durchlauchtigsten Hauses zu Sachsen. Dresden 1847

Digitalisat